# Особняк капітана Четкова
Особняк капітана Четкова – пам'ятка архітектури і містобудування місцевого значення  (охоронний номер 24-М від 14.02.1991). Розташований за адресою: м. Вінниця, вул. Григорія Сковороди, 38.

## Історія
Особняк був побудований впродовж 1908-1910 років за проектом київського архітектора Василя Листовничого. Проте існує версія щодо належності авторства місцевому архітектору Григорію Артинову.
Вважається, що будинок належав відставному капітану, викладачу гімнастики у Вінницькому реальному училищі, Четкову Олександру Матвійовичу, але, за інформацією головного архітектора Вінниці Євгенія Совінського, відпочатку «це був прибутковий будинок на п’ять окремих квартир. В одному з помешкань проживав Четков із родиною. Будинок належав не самому капітану, а його матері…», яка була власницею декількох будинків у місті та «заробляла на оренді квартир».
У 1914 році будинок був переданий в оренду державі, а в період визвольних змагань слугував адміністративною будівлею.
З подальшому будівля перебувала на балансі міністерства охорони здоров'я: у 1960-х роках в ній був розташований пологовий будинок, а у 70-х – дитяча лікарня.
Багато декоративних елементів будинку було втрачено внаслідок численних прибудов, реставрацій та постійної зміни його призначення. 
Біля будинку розташовані невеликі побудови, які раніше слугували господарчими приміщеннями та житлом для прислуги.
На даний час в будівлі знаходиться департамент архітектури та містобудування Вінницької міської ради.

## Архітектура будівлі
Триповерхова будівля побудована у стилі «модерн»,  має наближену до прямокутника форму та трьохчастинне ділення плану, що підкреслене об’ємами бічних ризалітів, між якими знаходиться знижений двоповерховий компартимент. 
У декорі головного фасаду застосовані рельєфні зображення квітів. На нижньому торцевому фасаді розташовані звернені в сад лоджії та балкони. 
Вулична лінія позначена стінкою з ажурною решіткою огорожі, верхня частина стінки утворює терасу перед центральним входом. 